# Aljaksandr Karschakewitsch
Aljaksandr Uladsimirawitsch Karschakewitsch (belarussisch Аляксандр Уладзіміравіч Каршакевіч, russisch Александр Владимирович Каршакевич Alexander Wladimirowitsch Karschakewitsch; * 6. April 1959 in Minsk) ist ein belarussischer Handballtrainer, der in seiner aktiven Zeit für die sowjetische Nationalmannschaft auflief. Er gilt als Erfinder des Drehers, eine spezielle Wurftechnik im Handballsport.
Karschakewitsch spielte beim sowjetischen Spitzenverein SKA Minsk. Mit SKA Minsk errang der Linksaußen 1981, 1984, 1985, 1986, 1988, 1990 die sowjetische Meisterschaft. Auf europäischer Ebene gewann er 1987, 1989 und 1990 den Europapokal der Landesmeister sowie 1983 und 1988 den Europapokal der Pokalsieger.
Nach seiner erfolgreichen Handballlaufbahn bei SKA Minsk spielte er zuletzt  beim Regionalligisten DJK Hürth Gleuel.
Karschakewitsch gewann 1979 mit der sowjetischen Junioren-Nationalmannschaft die Weltmeisterschaft.
Anschließend gehörte er dem Kader der sowjetischen Männer-Nationalmannschaft an. Mit dieser gewann er 1982 die Weltmeisterschaft sowie 1990 die Vize-Weltmeisterschaft. Bei den Olympischen Spielen gewann Karschakewitsch 1988 die Goldmedaille sowie 1980 die Silbermedaille.
Nach seinem Karriereende als Spieler wurde er Trainer.